# Осада Мо
Осада Мо — осада английскими войсками французского города Мо с 6 октября 1421 года по 10 мая 1422 года во время Столетней войны. Во время этой осады английский король Генрих V заболел и умер 31 августа 1422 года.

## Осада
Генрих V вернулся из Англии в июне 1421 года с 4000 войск и немедленно отправился вызволять войска герцога Эксетера в Париже. Столица была под угрозой французской атаки со стороны городов Дрё, Мо и Жуаньи. Король осадил и захватил Дрё довольно легко, а затем отправился на юг, захватив Вандом и Божанси, прежде чем двинуться на Орлеан. У него не было достаточных сил для захвата большого и хорошо защищенного Орлеана, так что через три дня он отправился на север, чтобы захватить Вильнёв-ле-Руа.
После захвата города Генрих двинулся на Мо с армией более чем из 2000 солдат. Обороной города командовал некий Бастард из Вавра, видимо, человек простого происхождения, но храбрый командир. Осада началась 6 октября 1421 года. Минёры и артиллеристы вскоре обрушили городские стены.
Многие союзники короля Генриха были там и помогали ему в осаде. Герцог Бретани Артур III пришел к Мо, чтобы присягнуть на верность королю Англии. Кроме того, в окрестностях действовали Филипп III Бургундский, в Пикардии — Жан де Люксембург и Гуго де Ланнуа (в конце марта 1422 года они захватили несколько поселений в Понтье и Вимо, несмотря на усилия французских отрядов войск Жоакима Руо, Потона де Сентрайля и Жана де Аркура).
Осада дорого обошлась англичанам: в ней пали Джон Клиффорд, 7-й барон де Клиффорд, участник осады Арфлёра, битвы при Азенкуре и осады Шербура; молодой Джон Корнуолл, сын известного дворянина Джона Корнуолла, 1-го барона Фанхоупа: ему было всего семнадцать, он был убит ружейной пулей рядом со своим отцом. Английских солдат также косили болезни: считается, что одна шестнадцатая осаждающих умерла от дизентерии и оспы.
По мере продолжения осады, в зимние месяцы, сам Генрих заболел, но отказался уходить, пока осада не будет закончена. Хорошие новости дошли до него из Англии: 6 декабря королева Екатерина родила ему сына и наследника.
9 мая 1422 года Мо сдался, хотя гарнизон не принял решения горожан. Под продолжавшимися бомбардировками гарнизон сложил оружие 10 мая, после 8 месяцев осады. Бастард из Вавра был обезглавлен, как и трубач по имени Орас, который однажды высмеял Генриха.
К этому времени Генрих V был уже серьёзно болен. Вскоре после осады, на пути к Косн-сюр-Луар, он уже был не в состоянии ехать верхом и был привезен в Венсеннский замок, где он и умер 31 августа 1422 года, в тридцать пять лет.